# 中士幌站

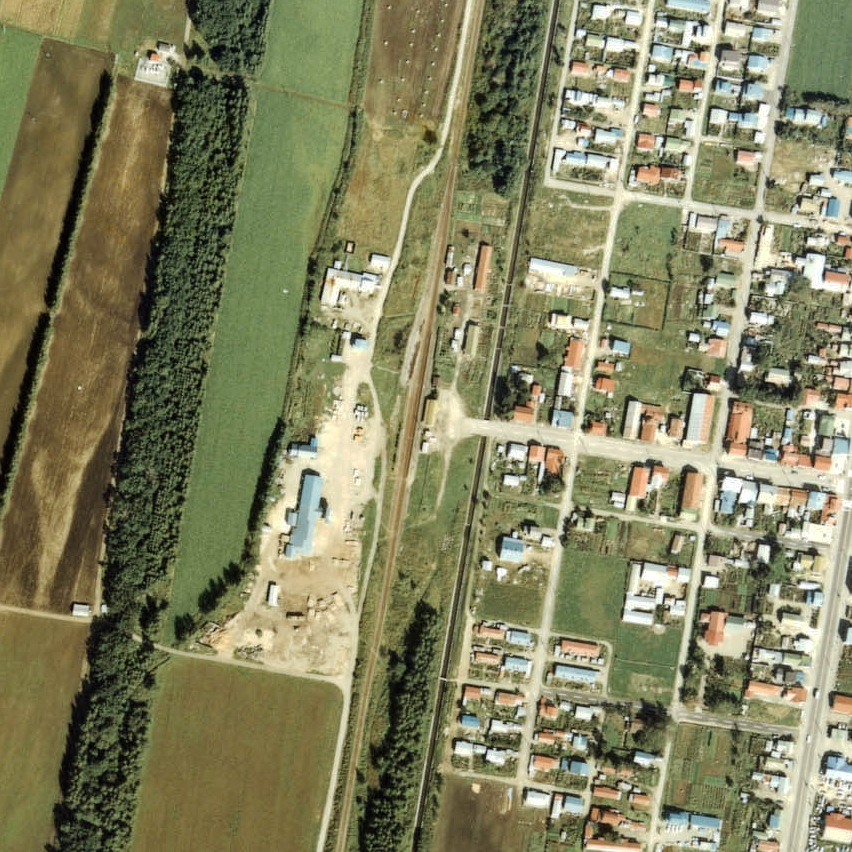
1977年的中士幌站與方圓約500米範圍。上方為士幌方向。

中士幌站（日语：／ Naka-Shihoro eki */?）是位於北海道河東郡士幌町字中士幌，日本國有鐵道（國鐵）的士幌線車站（廢站）。隨著士幌線全線廢線，車站在1987年（昭和62年）3月23日廢除。

## 車站構造
截至車站廢除前，此站是地面車站，設有1面1線的單式月台。此站是無人車站。當初站內設有2面2線的相對式月台，當時可進行列車交會。

## 歷史
- 1925年（大正14年）12月10日 - 車站啟用。當時為一般車站[1]。
- 1969年（昭和44年）11月28日 - 一架在側線的貨車發生出軌翻側事故。事故由於一列7輛的貨車從士幌站暴走，為了把暴走的貨車停止，便把另一列12輛長的貨車停靠在側線，刻意地發生相撞，以試圖該暴走的貨車停下來。事故中沒有死傷者，但是翻側的罐車流出了重油，使出動了消防車[2]。
- 1970年（昭和45年）9月10日 - 結束處理貨物和行李（除了到達的小行李和報紙、雜誌等）[1]。同時成為無人車站[3]。
- 1974年（昭和49年）10月1日 - 結束處理報紙、雜誌[1]。
- 1987年（昭和62年）3月23日 - 士幌線全線廢除，此站也廢除[1]。

## 車站周邊
- 北海道道596號中士幌停車場線
- 國道241號（日语：国道241号）
- 士幌町立中士幌小學
- 中士幌郵局
- 十勝巴士（日语：十勝バス）、北海道拓殖巴士（日语：北海道拓殖バス）「中士幌待合所」巴士站

## 現況
目前，車站已無任何設施，遺址變為一片草地。

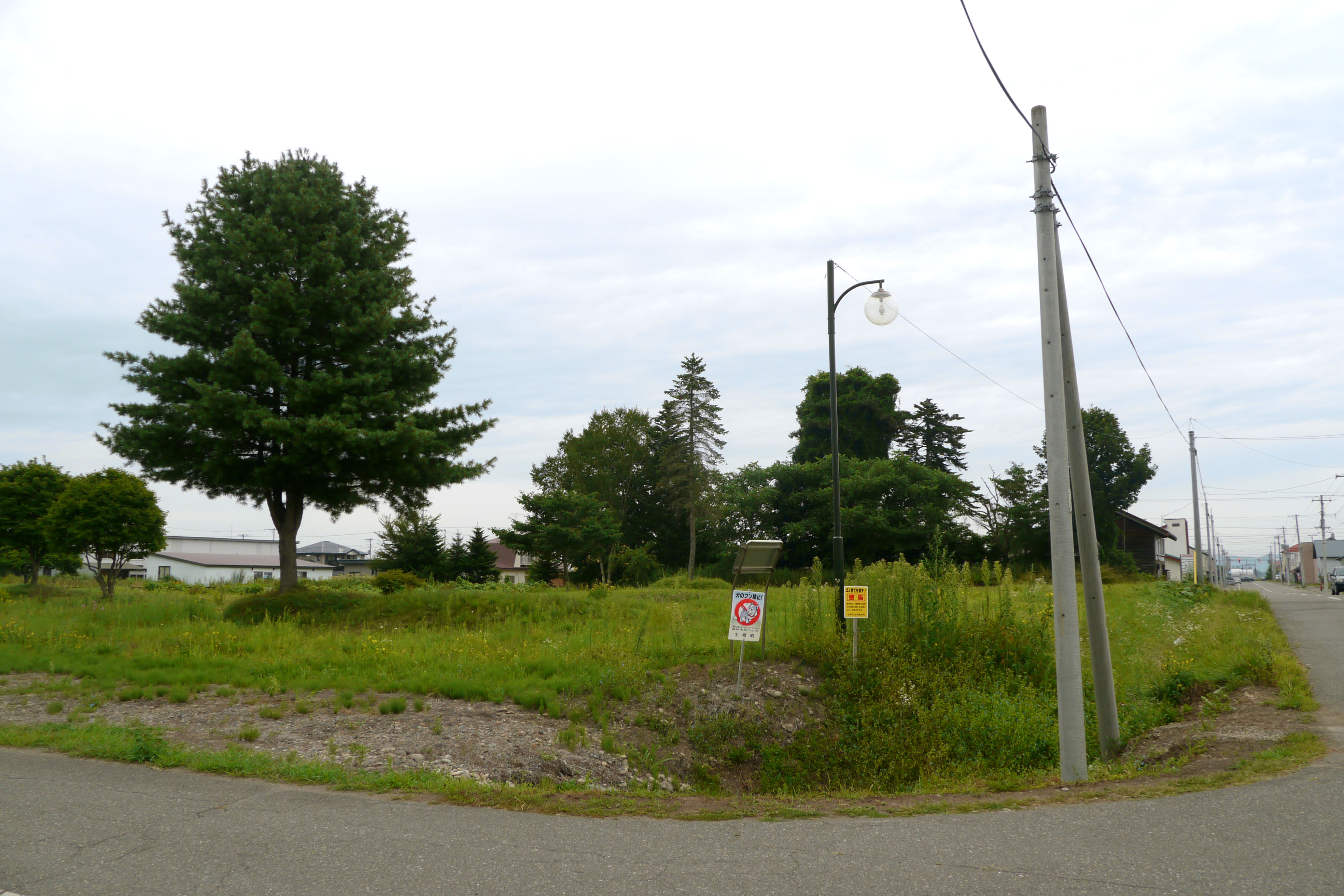
中士幌站蹟　(2011年8月16日)
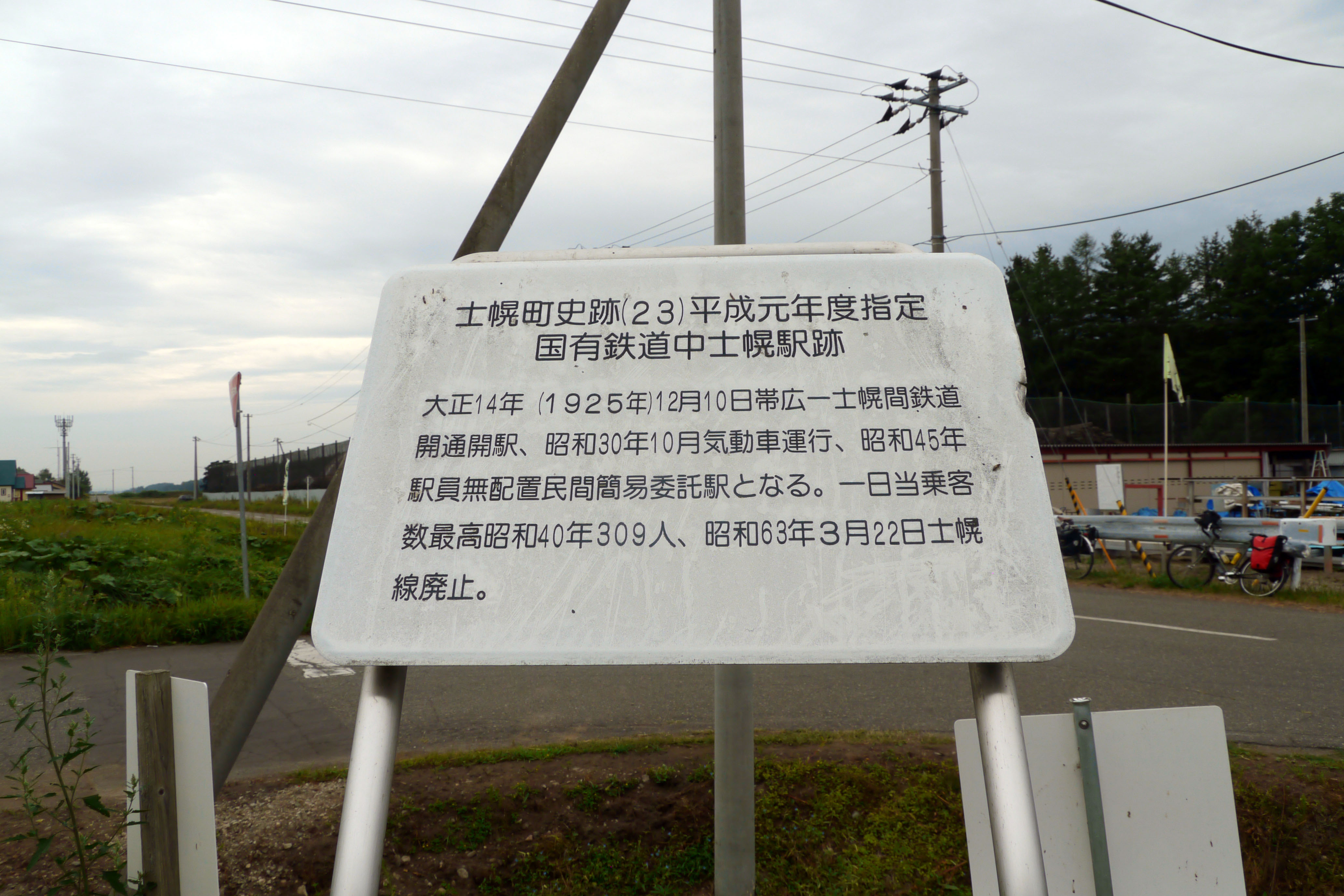
中士幌站蹟的展板　(2011年8月16日)

## 相鄰車站
日本國有鐵道
士幌線
武儀－中士幌－（新士幌臨時乘降場）－士幌

## 注腳
1. 1 2 3 4  停車場変遷大事典 国鉄・JR編 Ⅱ JTB 1998年10月發行。
2. ↑  緊急連絡-貨車七両が暴走 十勝原野を7.5キロ 《朝日新聞》昭和44年11月29日朝刊，12版，15面
3. ↑  JR釧路支社「鉄道百年の歩み」平成13年12月發行。